# آدولفو گرگوریو
آدولفو گرگوریو (انگلیسی: Adolfo Gregorio؛ زادهٔ ۱ اکتبر ۱۹۸۲) بازیکن فوتبال اهل ایالات متحده آمریکا است.
از باشگاه‌هایی که در آن بازی کرده‌است می‌توان به باشگاه فوتبال دارلینگتون و رئال سالت لیک اشاره کرد.
وی همچنین در تیم‌های ملی فوتبال United States men's national under-17 soccer team, United States men's national under-18 soccer team، و United States men's national under-23 soccer team بازی کرده‌است.